# 70 років Перемоги (монета)
«70 ро́ків Перемо́ги» — ювілейна монета номіналом 5 гривень, випущена Національним банком України. Монета увічнює подвиг українського народу, його значний внесок у перемогу антигітлеровської коаліції в Другій світовій війні. Монета присвячена 70-річчю перемоги над нацизмом в Європі. З перших днів війни до жовтня 1944 року центральною ділянкою всього європейського театру воєнних дій Другої світової війни була територія України, яка зазнала величезних людських і матеріальних втрат.
Монету введено в обіг 5 травня 2015 року. Вона належить до серії «Друга світова війна».

## Опис монети та характеристики
| Номінал грн. | Метал      | Маса, г | Діаметр, мм | Якість виготовлення       | гурт     | Тираж, штук |
| ------------ | ---------- | ------- | ----------- | ------------------------- | -------- | ----------- |
| 5            | нейзильбер | 16,54   | 35,0        | спеціальний анциркулейтед | рифлений | 35 000      |

### Аверс
На аверсі монети розміщено: угорі напис півколом «УКРАЇНА», під яким малий Державний Герб України, стилізовану композицію, що символізує життя, — дерево роду, на тлі якого в гнізді з гілки калини сидить птах, праворуч — рік карбування монети — «2015», унизу номінал — «5/ГРИВЕНЬ», ліворуч — логотип Банкнотно-монетного двору Національного банку України.

### Реверс
На реверсі монети розміщено стилізовану композицію: солдатська каска та квітки маку (використано тамподрук) — символи пам'яті, ліворуч напис «1945», праворуч — «2015»; трикутники, що символізують полум'я свічок, угорі напис півколом «70 РОКІВ ПЕРЕМОГИ».

## Автори

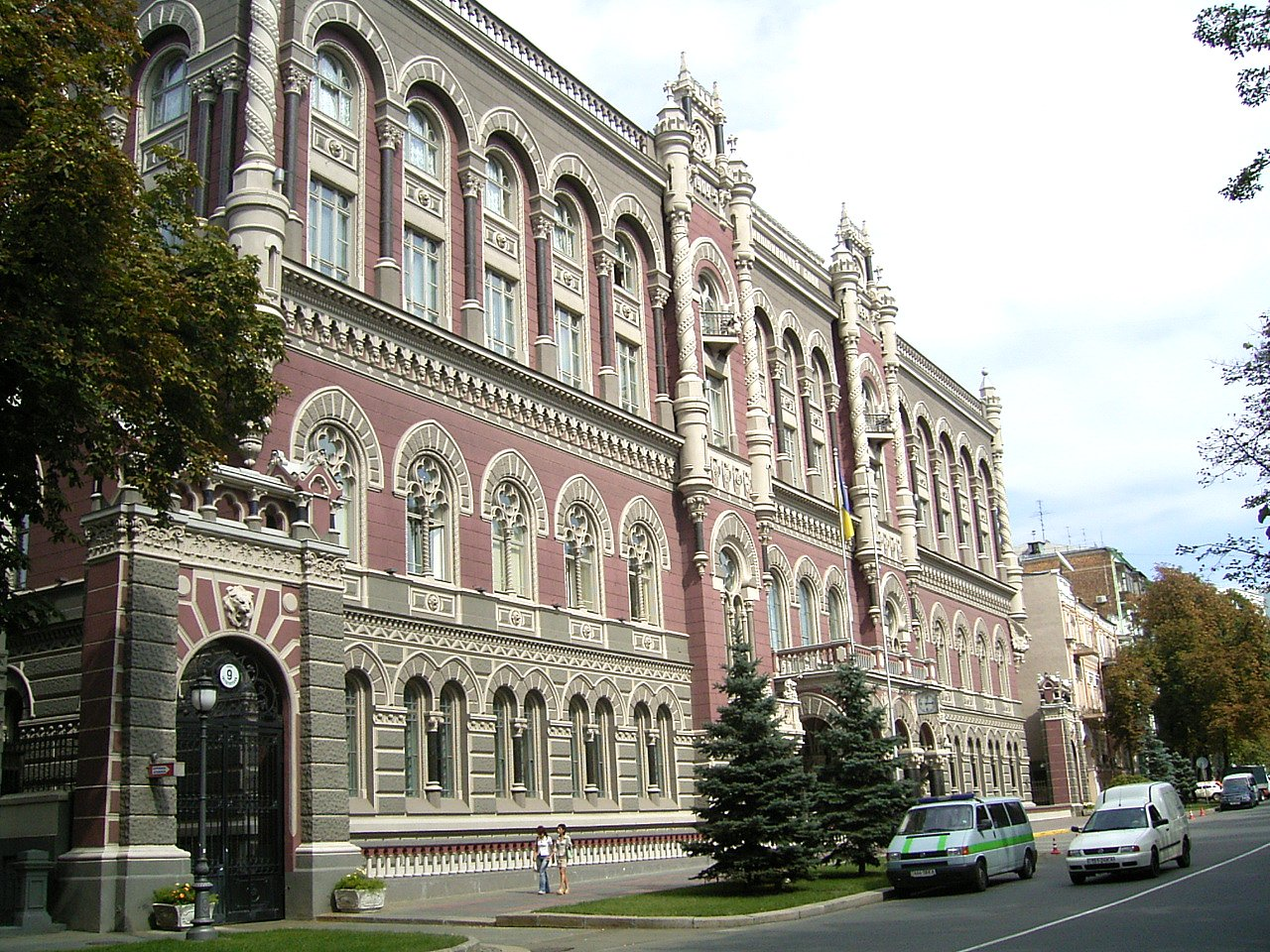
Будівля Національного банку України

- Художники: Таран Володимир, Харук Олександр, Харук Сергій.
- Скульптори: Дем'яненко Анатолій, Атаманчук Володимир.

## Вартість монети
Під час введення монети в обіг у 2015 році, Національний банк України реалізовував монету через свої філії за ціною 29 гривень.
Фактична приблизна вартість монети, з роками змінювалася так:
| Рік        | 2016 | 2017 | 2018 | 2019 | 2020 | 2021 | 2022 | 2023 | 2024 | 2025 |
| ---------- | ---- | ---- | ---- | ---- | ---- | ---- | ---- | ---- | ---- | ---- |
| Ціна, грн. | 145  | 240  | 230  | 230  | 235  | 260  | 290  | 440  | 540  | 580  |